# Mag: Wstąpienie
Mag: Wstąpienie (ang. Mage: The Ascension) to gra fabularna stworzona w 1993 r. przez wydawnictwo White Wolf (wydana w Polsce w 1999 r.), której akcja toczy się w Świecie Mroku. Gracze wcielają się w magów – śmiertelników, którzy dzięki zrozumieniu ukrytych prawideł rządzących rzeczywistością gry mogą ją kształtować wedle swej woli. Istotą gry jest z jednej strony poszukiwanie wewnętrznej doskonałości a z drugiej walka o narzucenie ludzkości własnej wizji świata i prawideł nim rządzących.
W grze wykorzystano różne systemy religijne i filozoficzne powstałe w wielu kulturach, co może zachęcić grających do ich dokładniejszego poznawania. W Magu stawiany jest nacisk na patrzenie na ten problem z różnych punktów widzenia.

## Założenia gry
Gra opiera się na założeniu, że każdy człowiek jest w stanie kształtować rzeczywistość. Umożliwia to Awatar – najczęściej określany jako boska cząstka ludzkiej jaźni, która jednak pozostaje uśpiona. Niektóre jednostki są w stanie dostąpić Przebudzenia – mistycznego doświadczenia, w którym uświadamiają sobie wewnętrzny potencjał oraz istotę magyi – możliwość wpływania na kształt rzeczywistości świadomą wolą. Niektórzy magowie dochodzą do Przebudzenia sami (tacy nazywani są Sierotami), inni zaś kierowani są przez mentorów.
Gra nie zakłada jednego sposobu czynienia magii – wprost przeciwnie, magowie mogą zmieniać rzeczywistość używając do tego zarówno sposobów tradycyjnie wiązanych z magią (jak hermetyzm, szamanizm czy zielarstwo) lub też religią (jak rozmaite praktyki ascetyczne, ekstatyczne, kabała czy joga) jak i sposobów oferowanych przez zaawansowaną naukę i technikę. Wszystkie te style magyi są uznawane za równouprawnione, jeśli chodzi o potencjał do zmieniania rzeczywistości.

### Paradygmat
Styl, jakiego używa mag, wynika bezpośrednio z jego paradygmatu czyli ze sposobu postrzegania rzeczywistości i praw nią rządzących. Przykładowo, dla mistyka paradygmatem może być Kabała. Całe zło dookoła jest w jego postrzeganiu efektem dobrowolnego wycofania się Boga z części Stworzenia, a dobro – oczywistym znakiem Wielkiego Dzieła, któremu przewodzi trzydziestu sześciu Nieskazitelnie Dobrych Ludzi. Kabalista rozumie też, że cała rzeczywistość powstała kiedy Ain Sof stał się świadomy i zaobserwował sam siebie, co z kolei spowodowało oderwanie Go jako podmiotu obserwującego od obserwowanego Wszechświata. Za tym podziałem poszła błyskawica boskiej mocy, która przez kolejne Sefiry stworzyła w końcu materialny Wszechświat. Wreszcie, kabalista dostrzega możliwość manipulowania rzeczywistością przez odwoływanie się do poszczególnych aspektów rzeczywistości, reprezentowanych przez Sefiry.
To, jak manipuluje, to już jednak styl. Dla każdego paradygmatu możliwych jest wiele różnych stylów. Przytoczony mag-kabalista mógłby na przykład rytualnie przez imiona boskie i archanielskie, uzbrojony w odpowiednie parafernalia, mocą Salomona wzywać anioły. Mógłby też po prostu medytować nad literami alfabetu hebrajskiego używając Gematrii i Temury aż do osiągnięcia stanów ekstatycznych, jak czynił to Abulafia. Mógłby też posługiwać się czystą Wolą, używając Sefir i bytów anielskich wyłącznie jako rekwizytów pozwalających ją skoncentrować, by następnie rzucać czary w pierwotny Chaos, jak chaoci.

### Rzeczywistość
Gra zakłada, że całą tą rzeczywistością nie rządzą bynajmniej jakieś stałe, obiektywne i niezmienne prawa. Przeciwnie, to istoty zamieszkujące świat ustalają prawa w nim panujące. Większość z nich czyni to nieświadomie – ich paradygmaty ukształtowane przez ich środowisko, doświadczenie i edukację nakładają się na siebie, przechodzą jeden w drugi i tworzą pewien lokalny paradygmat statyczny czyli Konsensus definiujący świat, który postrzegają na co dzień.
Oprócz paradygmatu lokalnego istnieje również paradygmat globalny, który powstaje dzięki wymianie informacji między lokalnymi społecznościami. W przeszłości te paradygmaty mogły różnić się bardzo znacznie, obecnie jednak lokalne paradygmaty nie różnią się zbytnio dzięki wpajaniu ludziom ujednoliconego paradygmatu naukowego oraz globalnej komunikacji. Mimo to, w enklawach, gdzie silne są tradycje magiczne a wpływ nowoczesnego świata słaby (np. w zamkniętych klasztorach, dzikich ostępach, czy choćby miejskich gettach i slumsach), wyczuwalny jest wpływ duchów, przodkowie opiekują się żywymi krewnymi, a złamanie pradawnych tabu niesie ze sobą najgorsze konsekwencje.
Jednak w grze Rzeczywistość nie ogranicza się tylko do świata widzialnego. Za duchową barierą rozciąga się bowiem Umbra – świat duchowy, która jest domem duchów, miejscem wygnania baśniowych stworów, wreszcie więzieniem upiorów. W Umbrze paradygmat globalny dopuszcza istnienie wszystkiego, co zrobiła, wymyśliła lub wyśniła ludzkość. Te wszystkie idee, archetypy i sny przyjmują tam widzialną postać, tworząc tematyczne krainy (np. Krainę Wiecznych Łowów, snów, orwelliańskiej dystopii czy liczby Pi), w których lokalny paradygmat odzwierciedla ich charakter (np. Kraina snów rządzi się logiką snu). Jednak świat duchowy i jego prawa mają niewielki wpływ na świat materialny, gdyż duchowa bariera rozdziela je dość szczelnie.

### Magia
Oczywiście, przy tworzeniu „lokalnego paradygmatu” magowie (jako obdarzeni przebudzonym Awatarem) mają przewagę siły, ale z drugiej strony są oni nieliczni, więc Śpiący (nie przebudzeni) mają przewagę liczebną. Powstaje więc interesująca sytuacja, w której z jednej strony masy Śpiących przez zbiorową nieświadomość ustalają paradygmat (lub statyczną rzeczywistość) na danym obszarze, a z drugiej Magowie są w stanie naginać te prawa zgodnie ze swoją Wolą, bądź zupełnie je łamać.
Przykładowo, jeśli lokalna zbiorowość wierzy w to, że święci pomagają wiernym, to mag będzie mógł bez problemu wyjść żywo z nawet poważnego wypadku, jeśli tylko wyciągnie z wraku medalik ze św. Krzysztofem. Magowie nazywają taki rodzaj kształtowania rzeczywistości magią koincydentalną bądź przypadkową – jest to każdy rodzaj magii, który postronni, Śpiący obserwatorzy mogą zaakceptować jako zgodną ze swymi wierzeniami, określając ją jako zbieg okoliczności, palec (lub bicz) Boży czy nawet interwencję Kosmicznych Braci – w zależności od wierzeń.
Jednak nie wszystkie czary dadzą się wytłumaczyć zbiegami okoliczności, niektóre są tak spektakularne lub tak obce lokalnym wierzeniom, że mag napotka ogromne trudności w rzuceniu czaru, a następnie będzie musiał się zmierzyć z reakcją Rzeczywistości na swój czyn. Mówimy wtedy o magii wulgarnej, której przykładem może być np. wybuch po naciśnięciu malutkiego guziczka – w enklawie aborygenów będzie odrzucony jako rzecz niemożliwa, podobnie jak kula ognista wylatująca z ręki maga będzie odrzucona przez cywilizowaną resztę świata.

### Paradoks
Reakcją Rzeczywistości na pojawienie się w niej rzeczy, które nie miały prawa się w niej pojawić (tu zaliczamy również magię wulgarną) jest zjawisko Paradoksu – sprzeczności między statyczną rzeczywistością otoczenia a dynamiczną rzeczywistością maga.
Zazwyczaj to zbiorowa wola ludzkości okazuje się silniejsza niż siła Przebudzonego i tego ostatniego dotykają nieprzyjemne konsekwencje urągania lokalnemu Konsensusowi. Rzeczywistość spróbuje w jakiś sposób zignorować jego wysiłek bądź zintegrować go w sposób wytłumaczalny dla populacji Śpiących. Jeśli dla przykładu mistyk rzuca straszliwą, acz wulgarną klątwę w środowisku ateistów, może być uznany przez świadków zajścia za szaleńca, zaś Rzeczywistość w ramach tuszowania efektów czynienia magii sprawia, że faktycznie zapada on na schizofrenię paranoidalną.

### Oświecenie
Mag uświadamia sobie stopniowo, że świat nie jest zbudowany na stałych, z góry określonych prawach, lecz na paradygmatach. Każdy, nawet Śpiący, ma swój zestaw przekonań ukształtowanych przez kulturę, w jakiej dorastał, bliskich, oraz siebie samego. Świadomy mag na tej podwalinie buduje swój własny paradygmat, według którego kreuje swoją magię.
Nie jest to łatwe zadanie, ponieważ świeżo przebudzony mag może z łatwością nabrać przekonania, że za (postrzeganą) własną wszechmocą idzie również absolutna racja co do oglądu świata. Biorąc pod uwagę brak obiektywnych reguł rządzących Uniwersum, mnogość istniejących ścieżek czynienia magii i logiczny fakt, że większość magów jest jednak potężniejsza niż dany żółtodziób, jest to niebezpieczny rodzaj fanatyzmu.
Szczęśliwie dla maga, jego Avatar pragnie wstąpienia na wyższy poziom bytu i ciągnie go do poszukiwania większej wiedzy i zrozumienia istoty świata. Mag w trakcie życia przechodzi przez swoją Ścieżkę – znajdowanie wewnętrznej doskonałości, zmagania ze swoimi słabościami. Co pewien czas przechodzi Poszukiwania – rodzaj próby, testu przed wejściem na kolejny stopień wtajemniczenia. Nikt nie może mu pomagać – jest zdany tylko na własne siły. Nagrodą jest jednak lepszy wgląd w naturę rzeczywistości, a co za tym idzie większe możliwości manipulowania nią. Mówi się, że na końcu ścieżki oświecenia, na maga czeka Wstąpienie, stan wszechmocy i wszechzrozumienia. Wielu Przebudzonych wierzy, że niektórzy z nich dostąpili tego zaszczytu i określają ich mianem Wyroczni.

### Świat gry
Świat przedstawiony grach linii Maga: Wstąpienie to – podobnie jak w innych grach Świata Mroku – na pierwszy rzut oka nasze czasy i nasza rzeczywistość, jednak zmodyfikowana w opisany powyżej sposób. Funkcjonują w niej więc nie tylko magia i magowie ale i inne mityczne stworzenia, istnieje cały świat duchów i zjaw. W świecie tym magowie różnych frakcji walczą o dominację nad samą rzeczywistością, o opisanie prawideł rządzących światem według tego, w co wierzą. Różne epoki historyczne opisują różne gry:

#### Mroczne Wieki
Od zarania dziejów Świata Mroku magowie tworzą różnorakie frakcje, tworzą konspiracje, które skrycie piszą historię. Pierwsi magowie praktykowali swą sztukę w samotności, bądź w niewielkich społecznościach, zwykle narzucając im własny paradygmat, który stawał wtedy się lokalnym konsensusem. Owi magowie praktykowali zwykle różne formy szamanizmu i magii natury, później zaś magii przyzywania demonów jak i sił boskich, oraz hermetyzm. Aż po średniowiecze magowie rozwijali te i inne dyscypliny magiczne i zażywali nieznanej już później potęgi. Jednak pozostawali elitą i w swej elitarności antagonizowali masy zwykłych śmiertelników. Dla Kościoła byli heretykami, dla możnych – rywalami w walce o wpływy, dla mieszczan i chłopstwa – pomiotem Szatana. Czasy średniowiecza opisuje gra Dark Ages: Mage.

#### Burzliwy magiczny Renesans
Taką sytuację wykorzystali magowie wierzący w racjonalizm – u progu Renesansu nieliczni i ignorowani. Zawiązali oni przymierze zwane Zakonem Rozumu, postawiwszy sobie za cel stworzenie świata bezpiecznego i przyjaznego dla mas prostych ludzi, w którym to człowiek będzie panem. Ich paradygmatem była Nauka, a Technologia służyła im za magiczny styl.Mimo początkowych oporów Mas i działania Zakonu Rozumu spowodowały odwrót od myślenia magicznego w kierunku racjonalizmu. Spowodowało to zmianę globalnego Konsensusu, przez co magowie praktykujący tradycyjne formy magii zaczęli tracić wpływy w miarę jak malała moc ich czarów, zaczęły zawodzić ich artefakty, a ich smoki zaczęły chorować i zdychać. Wszystko to było przez Zakon Rozumu zamierzone bowiem według Zakonu świat bezpieczny to taki, w którym brak jest potworów czyhających na prostych ludzi, bezbożnych praktyk sprowadzających na nich nieszczęścia i heretyckich poglądów wprowadzających zamęt w społeczeństwie. Jako obrońcy Ludzkości zaplanowali rozbicie dominujących grup magów i wprowadzenie w ich miejsce oświeconych myślicieli i odkrywców (czyli siebie) jako pasterzy Mas.
Jednak magowie nie poddali się. Utworzyli Radę Dziewięciu Tradycji Mistycznych, w które zrzeszyli się magowie z całego świata: asceci, ekstatycy, religijni mistycy, hermetycy, szamani i poganie. Próbowali oni powstrzymać magów Rozumu jednak ich akcje były już spóźnione – Masy przestały wierzyć w cuda, co uczyniło Naukę niepowstrzymaną, zaś Zakon Rozumu – triumfującym. W czasach burzliwego magicznego Renesansu osadzona jest akcja gry Mage: Sorcerers Crusade.

#### Współczesność
Od początku XVII wieku cele Zakonu Rozumu zaczęły się jednak zmieniać. Ich paradygmat naukowy stawał się coraz bardziej dopracowany, aż w końcu zdecydowali, że Bóg jest niepotrzebny do wyjaśnienia Wszechświata i powinien być zastąpiony przez sztywne, mierzalne i niezmienne prawa natury oraz respekt dla ludzkiego geniuszu. By rozpropagować te idee wymyślili więc nacjonalizm w miejsce religii, cnoty obywatelskie w miejsce praw boskich i w końcu rozdział Państwa od Kościoła zamiast zwierzchności tego drugiego. W tym czasie dzięki rewolucji przemysłowej, która wprowadziła miliony robotników pod kontrolę nowej arystokracji – burżuazji, Zakon Rozumu uzyskał supremację nad Masami i tym, w co wierzyli. Zasmakowawszy władzy, zamiast przewodzić Masom jak dobrzy pasterze zaczęli je kontrolować, stając się ukrytymi władcami świata, a ich organizacja zmieniła nazwę na Technokracja.
Jednak mimo zwycięstw Nauki, magom udawało się jednak przetrwać choć Tradycje odbiły się od dna dopiero w drugiej połowie XX wieku. Masy, do tej pory pijane osiągnięciami Postępu, zostały zdruzgotane dwiema wojnami światowymi, z których pierwsza pokazała im okropieństwa techniki pod postacią karabinów maszynowych i gazów bojowych, które zabiły miliony ludzi, zaś druga ukazała upadłą wersję Nauki doktora Mengele, Goebbelsa oraz Ahnenerbe. Nie dziwi więc fakt, że pierwsze powojenne pokolenie stało się en masse bazą dla Tradycji – najpierw Ekstatyków, później – dzięki New Age – także innych tradycji.
Dziś w Świecie Mroku Technokracja jest wszędzie: otacza Masy urządzeniami i falami radiowymi, śledzi kamerami, obrotem bezgotówkowym i ciasteczkami HTTP, wpływa na nie bioinżynierią żywności i farmakologią, kształtuje reklamą, sondażem i statystyką. Przekonuje obietnicami o długowieczności, transhumanizmie i globalnej wiosce. A jednak w tle zawsze obecne są wszelkiej maści mistyczne sekty, religia trzyma się mocno a Internet pełen jest manuali i forów dla chaotów, uzdrowicieli czy podróżników astralnych. Nie wspominając już o tym, że magiczne księgi, za które kiedyś szło się na stos, dostępne są w dowolnej sieci P2P.

## Frakcje magów
Niektórzy magowie wierzą, że światem rządzą trzy siły – Dynamika, Statyka i Entropia. Każdy z nich może być kierowany przez jedną z nich lub kroczyć ścieżką równowagi. Tak też bywają postrzegane cztery główne frakcje Magów: Maruderzy, Technokracja, Nephandi i Tradycje. Toczą one nieustannie Wojnę Wstąpienia, która zdecyduje, która z nich będzie mogła narzucić światu swój paradygmat. Wojna ta jest totalna, prowadzona zarówno jako faktyczna walka magów, jak i walka ich ideologii i paradygmatów. Rzadkie sojusze skierowane przeciwko wrogim grupom są krótkotrwałe, a i w obrębie tych frakcji bardzo często dochodzi do starć.

### Tradycje
Dziewięć Tradycji Mistycznych skupia magów, którzy idą ścieżkami wywodzącymi się z różnorodnych ścieżek mistycznych, najczęściej mających swe korzenie w starożytności. Każda z Tradycji jest w większości niezależną organizacją zjednoczoną wokół szeroko akceptowanego paradygmatu magicznego, co nie znaczy jednak że są one monolitami. Przeciwnie, w ich obrębie istnieją nurty bardzo różnie interpretujące ów wspólny paradygmat, używające różnych stylów magicznych czy też narzędzi uprawiania magii. Do końca średniowiecza nic ich zresztą nie łączyło, dopiero zagrożenie ze strony Zakonu Rozumu (późniejsza Technokracja) zmusiło je do współdziałania i ukonstytuowania się w zdolne prowadzić ze sobą politykę organizacje. Mimo to różnią się między sobą diametralnie: jedne mają skodyfikowane hierarchie i etykiety, inne zaś są ledwie zbiorem anarchistycznych lub prawie autarkicznych grupek magów.
W świecie przedstawionym Maga: Wstąpienie, Tradycje są głównymi oponentami Technokracji i wszystkiego, do czego ona dąży i co reprezentuje. To czyni je obrońcami wszelkich odmian mistycyzmu i magii (stojących w opozycji do propagowanej przez Technokrację nauki i kagańca oświaty), przejawów cudowności (w opozycji do przewidywalności), autokreacji przez podejmowanie wyzwań (w opozycji do podporządkowania hierarchii i bezpieczeństwa) czy wręcz wszelkiego zróżnicowania (w opozycji do unifikacji mas).
W skład Tradycji Mistycznych wchodzą:
- Bractwo Akaszy – mnisi i wojownicy z Dalekiego Wschodu. Trening ciała i umysłu przybliża ich do osiągnięcia pełnej harmonii z umysłem Wszechświata. Są mistrzami sfery Umysłu
- Niebiański Chór zrzesza mistyków, którzy Oświecenia szukają w ezoterycznych nurtach różnych religii. Są mistrzami sfery Pierwszej.
- Kult Ekstazy skupia najróżniejszych ekstatyków, od derwiszów po hippisów, którzy wyzwolenia szukają w przekraczaniu barier. Są mistrzami sfery Czasu
- Mówcy Marzeń – luźny związek szamanów wszystkich tradycji animistycznych. Są mistrzami sfery Ducha.
- Eutanatos to kapłani śmierci, pomagają w rozwoju tym, którzy utknęli na drodze życia. Czasem ta pomoc oznacza zabójstwo, by dana jednostka mogła się rozwijać w kolejnym życiu. Są mistrzami sfery Entropii
- Zakon Hermesa – magowie podążający śladami Hermesa Trismegistosa. Są mistrzami sfery Sił.
- Synowie Eteru – tyleż genialni co szaleni naukowcy i konstruktorzy, którzy śmiałość wizji stawiają przed udowodnionymi prawidłami nauki. Są siłami sfery Materii
- Werbena – wiedźmy i neopoganie, oddający cześć Starym Bogom. Są mistrzami Sfery Życia.
- Wirtualni Adepci – oświeceni hakerzy, których exploity równie dobrze działają w Cyberprzestrzeni jak i w fizycznej rzeczywistości. Są mistrzami sfery Korespondencji.

Mag: Wstąpienie (w szczególności druga edycja) przyjmuje założenie, że gracze będą grali postaciami należącymi do właśnie tej frakcji, choć nie ma przeszkód, by wybrali inne grupy magów.

### Technokracja
Technokracja została założona w Średniowieczu i zreformowana w czasie rewolucji przemysłowej. Grupa magów pragnących stabilności i przewidywalności, eliminująca wszelkie mistyczne paradygmaty i stworzenia nadnaturalne w imię bezpieczeństwa Ludzkości. Wspierając postęp technologiczny i oddziałując na paradygmat ludzkości przyczyniła się do zaniku wiary w magię, przez to znacznego utrudnienia posługiwania się nią. Obecnie jej przedstawicielami są naukowcy prowadzący złowieszcze eksperymenty, eksploratorzy niezbadanych głębi kosmosu oraz szefowie korporacji kontrolujący wielkie koncerny i manipulujący opinią publiczną. Celem Technokracji jest uzyskanie kontroli nad ludzkością i wykorzenienie elementów nadnaturalnych.
W obrębie Technokracji działa pięć Konwencji technomagów, z których każda zajmuje się inną gałęzią nauki:

#### Iteracja X
Iteracja X zajmuje się głównie naukami ścisłymi, informatyką i cybernetyką. Uważa, że następnym szczeblem ewolucji rodzaju ludzkiego jest połączenie maszyny i duszy.
Iteracja X jest bezpośrednią kontynuacją konwencji Wynalazców, będącej jednym z założycieli Porządku Rozumu (Wynalazcy byli inicjatorami spotkania uczonych i utworzenia Porządku Rozumu podczas Konwencji Białej Wieży w marcu 1325). Podczas gruntownej reorganizacji Porządku Rozumu na przełomie XIX i XX wieku (gdy Porządek stał się Unią Technokratyczną) konwencja Wynalazców zmieniła swoją nazwę na Iterację X, która pochodzi od największego wynalazku Iteratorów – komputera SI, który w x-tej iteracji samorozbudowującego się algorytmu uzyskał osobowość. Liczba iteracji jest ściśle chronioną tajemnicą, najprawdopodobniej dlatego, że członkowie konwencji nie chcą, by ktoś powtórzył ich osiągnięcie. Komputer SI obecnie kieruje zdalnie działaniami całej Konwencji.
- Metodologie wchodzące w skład Iteracji X
  - BioMechanika – koncentruje się głównie na projektowaniu i produkcji cybernetycznych narządów i kończyn, implantów poprawiających zdolności tworzonych przez jej członków zautomatyzowanych agentów;
  - Statystycy – członkowie tej metodologii prowadzą badania o szerokim zakresie mające na celu zredukowanie skomplikowanej rzeczywistości do możliwie prostego ciągu matematycznych formuł;
  - Zarządcy Ruchu i Czasu – zajmuje się kontrolą światowego przemysłu i produkcji; rywalizuje z Wirtualnymi Adeptami o kontrolę nad techniką komputerową.

#### Nowy Światowy Porządek
Technokraci z tej konwencji koncentrują się na naukach humanistycznych, takich jak psychologia, socjologia czy historia, ale jako koordynatorzy Unii Technokratycznej poza wymienionymi dziedzinami zajmują się także wszelkimi aspektami technologii. Dla członków Nowego Światowego Porządku szczególne znaczenie mają technologie informacyjne, takie jak telewizja, radio, fotografia, Internet, jednak tylko jako medium przekazu (wytwarzaniem i projektowaniem zajmuje się Iteracja X). Agenci tej konwencji dbają o utrzymanie paradygmatu wyznaczonego przez Technokrację, jak również dążą do stworzenia jednorodnego, łatwego do kontrolowania społeczeństwa. Środkami prowadzącymi do spełnienia tych celów są kontrola Mas (pośrednio, poprzez kulturę, jak również bezpośrednio – kontrola umysłów), propaganda i wywiad (instytucja).
Nowy Światowy Porządek jest bezpośrednią kontynuacją istniejącej wcześniej konwencji o nazwie Kabała Czystych Myśli. Jej Inkwizytorzy byli jednymi z inicjatorów zawiązania Porządku Rozumu (który powstał w 1325 roku podczas Konwencji Białej Wieży). Kabała Czystych Myśli po reorganizacji Porządku Rozumu zmieniła nazwę i skoncentrowała się na działaniu w Ameryce Północnej i Zachodniej Europie.
- Metodologie wchodzące w skład Nowego Światowego Porządku
  - Wieża z Kości Słoniowej – skupia się na tworzeniu propagandy, sprawuje kontrolę nad obowiązującym paradygmatem (m.in. decydując o wprowadzaniu do niego nowych teorii naukowych i wynalazków), jak również kształci Technomantów;
  - Obserwatorzy – członkowie tej metodologii zajmują się monitorowaniem i działaniem na ludzi za pomocą mass-mediów;
  - Agenci – zbrojne ramię konwencji, zajmujące się wywiadem i kontrwywiadem, sabotażem i zastraszaniem.

#### Progenitorzy
Progenitorzy to specjaliści w zakresie nauk biologicznych, w tym biochemii, farmakologii i inżynierii genetycznej. Ich celem jest stworzenie nowego, lepszego człowieka, Homo Superior.

#### Syndykat
Organizacja ekonomistów. Do jej zadań należy kontrola gospodarki na poziomie światowym i regionalnym, kreowanie popytu i podaży, pośredniczenie w dostarczaniu sprzętu pomiędzy różnymi Konwencjami a także wprowadzanie do mediów materiałów propagandowych podawanych przez Nowy Światowy Porządek.
Syndykat określa rzeczywistość jako Los, z powodu jego kapryśności i nieprzewidywalności. Los należy subtelnie Wyregulować, tak, by „Saldo Końcowe” (paradygmat Syndykatu) było jak najlepsze. Głównym celem organizacji jest uczynienie świata bezpiecznym poprzez zlikwidowanie twardej waluty – coś, czego nie da się ukraść, nie jest także przedmiotem pożądania, nie istnieje więc zjawisko kradzieży ani rabunku. Syndykat zdaje sobie sprawę, jak bardzo iluzoryczna jest wartość pieniądza i jak bardzo zbędne są takie środki jego przekazu, jak monety i banknoty. Prawdziwa wartość pieniądza tkwi w umysłach ludzi; najlepiej to ukazują elektroniczne systemy bankowości – nie ma w nich realnych pieniędzy (banki nie przesyłają między sobą setek tysięcy banknotów ciężarówkami przy milionowych operacjach), ale przy wyjmowaniu pieniędzy z bankomatu te symbole wartości konta zmieniają się w prawdziwe banknoty. Pieniądz jest jedynie ogólnie przyjętym wyznacznikiem wartości przedmiotu, usługi, pracy. Ogólnie przyjętym, bowiem inaczej cywilizacja nie miałaby możliwości powstać – nie istniałaby nawet wymiana handlowa z powodu braku zgody co do wartości towaru.
- Metodologie wchodzące w skład Syndykatu
  - Dział Projektów Specjalnych (DPS) – oficjalnie Metodologia ta zajmuje się projektowaniem, tworzeniem i dostarczaniem specjalnego sprzętu dla swoich kolegów z Konwencji. Posiada również inne, dla wszystkich poza Wewnętrznym Kręgiem raczej tajemnicze zadania. Nie jest szeroko znana wiadomość, iż agenci DPS kontaktują się z Dewianci Rzeczywistości. Jeszcze mniej ludzi wie, że tymi Dewiantami są siły związane z istotą zwaną przez wilkołaki Żmijem.
  - Finansiści – ludzie zajmujący się ekonomią w najbardziej szerokim pojęciu, w zakresie światowym lub regionalnym. Doradcy inwestycyjni, maklerzy, szefowie korporacji; ci Technokraci zajmują się właśnie tym, z czym się identyfikuje całą Konwencję – tworzą fortuny. Wszystko to poprzez tworzenie teorii ekonomicznych i wcielanie ich w życie dzięki ich wiedzy o ludzkiej psychice i mechanizmach działania rynku.
  - Kontrolerzy Mediów – nazwa mówi sama za siebie. Jeśli o jakiejś reklamie powiedziano „zniewalająca”, to jest to reklama stworzona przez nich. Dzięki kontroli nad mediami sterują nie tylko informacją, ale również skłonnościami konsumpcyjnymi ludzi. To oni sprawiają, że coś (lub ktoś) jest szeroko znane i lubiane bądź zupełnie niszowe. Do ich zadań należy również szerzenie propagandy tworzonej przez NŚP.
  - Lombardziści – Metodologia nadzorująca fundusze Technokracji. Niezbyt popularni z powodu ich władzy nad być-albo-nie być innych Konwencji; to oni ustalają budżet i ustalają ile, dla kogo i na co idzie pieniędzy. Sprawują także pieczę nad wymianą technologii i sprzętu pomiędzy Konwencjami.
  - Wykonawcy – agenci od brudnej roboty. Działają w terenie – współpracują z gangami lub wręcz do nich należą, są na pomniejszych stanowiskach mafijnych, egzekwują należności, wręczają łapówki „pionkom” machiny Syndykatu, handlują narkotykami na małą skalę. Generalnie – zajmują się niższymi warstwami czarnego rynku; idą tam, gdzie jest za nisko lub za brudno dla Finansistów.

#### Inżynierowie próżni
Inżynierowie Próżni to jednocześnie pionierzy, konkwistadorzy i ratująca cywilizację kawaleria każdego pogranicza jakie jeszcze zostało. Zajmują się zarówno podbojem kosmosu i oceanów, jak i patrolowaniem Umbry i Cyberprzestrzeni.

### Maruderzy
Maruderzy to szaleni magowie, którzy z psychotyczną pewnością wierzą, że rzeczywistość nie jest tym, czym się wydaje. Ta pewność w połączeniu z mocą zmieniania rzeczywistości powoduje, że ich bezpośrednie otoczenie dostosowuje się do ich wierzeń zamiast pozostawać przy Konsensusie. Paradoks – normalna reakcja rzeczywistości na tak potężne jej zaburzanie – wydaje się na nich nie działać, co więcej wielu Śpiących w towarzystwie Marudera zaczyna podzielać jego szaloną wizję świata.
Ze względu na szkody, jakie czynią w rzeczywistości, Maruderzy są zapamiętale ścigani przez Technokrację. Dla własnego bezpieczeństwa większość zamieszkuje więc Umbrę, tylko czasami przedostając się do świata materialnego.

### Nephandi
Nephandi to grupa magów służących demonom i tajemniczym siłom spoza znanego świata zwanym Lordami Nephandi lub Panami Zapomnienia (przypominającym Wielkich Przedwiecznych z prozy Lovecrafta), rezydujących gdzieś wśród otchłani Głębokiej Umbry, pragnących upadku ludzkości i całej Rzeczywistości. Magowie ci poddali się rytuałowi niszczącemu ich Avatara i kroczą Ścieżką Upadku – całkowitego zatracenia.
W szerszym znaczeniu termin Nephandi odnosi się do wszystkich istot, które służą Panom Zapomnienia – pomniejszych demonów, przeklętych i zdeformowanych istot zwanych fomori i wielu innych nienazwanych okropieństw.

### Pozostali magowie
Grze istnieją też mniejsze stowarzyszenia magów, które nie mają tak wielkich planów i ambicji. Grupy takie, nierzadko mające długą tradycję, określane są mianem Cechów. Cechy pojawiały się i znikały, część z nich łączyła się z Tradycjami, by chronić się przez atakami Technokracji, lecz część wciąż zachowuje niezależność. Pod koniec XX wieku znaczenia nabrał zwłaszcza jeden z nich – Opustoszali. Są to magowie należący do subkultury gotyckiej, zafascynowani New Age, kroczący niepewnie w świecie magii. Ulegają dekadentyzmowi końca wieku.
Zdarzają się też „wolni strzelcy” – sieroty, nie związane z żadną z frakcji, Hultaje, którzy przyjęli szkolenie od jednej z grup magów ale odmówili przystąpienia do niej, Tułacze, których Tradycje lub Fundacje zostały zniszczone i Pustelnicy, pragnący jedynie, by ich zostawiono samym sobie. Nie tworzą oni zazwyczaj zorganizowanych grup i nie są pełnoprawną frakcją w Wojnie Wstąpienia (choć to oni mogą ostatecznie przesądzić o jej wyniku).

## Informacje o grze
Współtwórcą Maga: Wstąpienie jest Mark Rhein-Hagen pracujący wcześniej w firmie Atlas Games nad grą Ars Magica, z której zostały przejęte niektóre założenia systemu. Autorzy gry w wielu miejscach przyznają, że przy konstruowaniu zasad kierowania postacią i tworzenia opowieści inspirowali się książką Josepha Campbella „Bohater o tysiącu twarzy”, analizującą archetyp bohatera w rozmaitych kulturach. Wydaje się też, że autorzy zapożyczyli koncepcję magii opartej na Woli od Aleistera Crowleya lub zrobili duży ukłon w stronę magii chaosu.

### Edycje Maga
Pierwsza edycja Maga powstała już po sukcesie gry Wampir: Maskarada, która przyniosła sławę wydawnictwu White Wolf. W roku 1995 powstała druga edycja, mająca wyeliminować nieścisłości w regułach i w świecie gry.
Powstały też gry pokrewne: Mage: the Sorcerer’s Crusade, w której akcja jest osadzona w Renesansie, a później Dark Ages: Mage, przenosząca akcję do Średniowiecza.
Edycja Revised przyniosła wiele zmian w fabule – triumf Technokracji w Wojnie Wstąpienia, w efekcie czego wyjątkowo trudne stało się wykorzystywanie magii przez magów Tradycji. Jednocześnie przesunięte zostały nieco akcenty, Technokracja zaczęła być ukazywana w bardziej pozytywnym świetle, jako obrońcy ludzkości przed zagrożeniami spoza znanego świata i gwarancja jego stabilności, w przeciwieństwie do szerzących utopijne wizje Tradycji. Mag Revised został przyjęty z mieszanymi uczuciami, wielu fanów odwróciło się od gry, innym przypadły do gustu modyfikacje.
Koniec świata Maga nastąpił wraz z zaplanowaną przez wydawnictwo White Wolf serią Time of Judgement. W dodatku Ascension zaprezentowano kilka wizji zakończenia gry, do wyboru przez Mistrza Gry.
Niedawno wydany został następca Maga: Wstąpienie – Mage: the Awakening, będący częścią nowej wizji Świata Mroku, propagowanej obecnie przez White Wolf, inc., która jednak części graczy nie przypadła do gustu.

### Mechanika
Podobnie jak w pozostałych grach Świata Mroku, używana jest mechanika pulowa. Współczynniki postaci określają, iloma kościami dziesięciościennymi się rzuca. Mistrz Gry określa wcześniej stopień trudności testu, za sukces uznaje się, jeśli na kości wypadnie nie mniejsza liczba. Liczba sukcesów w teście określa powodzenie czynności.

### Mag: Wstąpienie w Polsce
Gra została wydana w Polsce w roku 1999 nakładem wydawnictwa ISA, jest oparta na drugiej edycji. Ukazały się następujące pozycje:
- Mag: Wstąpienie (podręcznik główny)
- Księga Cieni
- Księga Szaleństwa
- Czynnik Chaosu
- Ukryta wiedza
- Cena przeznaczenia

Gra została zauważona w środowisku graczy, w pismach tematycznych ukazywały się artykuły z nią związane.